# MAFFT
MAFFT é um software para Alinhamento múltiplo de sequências para sequências de aminoácidos ou nucleótidos. MAFFT foi desenvolvida com maior velocidade para obter alinhamento múltiplo de sequências e, para tal, transformadas rápidas de Fourier foram usadas no procedimento. MAFFT está disponível gratuitamente para uso acadêmico, sem qualquer garantia.